# ميسا سيلفا
ميسا سيلفا (بالإنجليزية: Maisa Silva)‏ هي ممثلة ومقدمة برامج برازيلية ولدت في 22 مايو 2002.

## وصلات خارجية
- ميسا سيلفا على موقع IMDb (الإنجليزية)
- ميسا سيلفا على موقع ميوزك برينز (الإنجليزية)
- ميسا سيلفا على موقع قاعدة بيانات الفيلم (الإنجليزية)